# Cuzman Bogdan
Cuzman Bogdan (n. 12 septembrie 1884, Pesca județul Timiș-Torontal) a fost un deputat în Marea Adunare Națională de la Alba Iulia, organismul legislativ reprezentativ al „tuturor românilor din Transilvania, Banat și Țara Ungurească”, cel care a adoptat hotărârea privind Unirea Transilvaniei cu România, la 1 decembrie 1918.

## Biografie
Cuzman Bogdan a participat la Marea Adunare Națională de la Alba Iulia, în calitate de delegat oficial al cercului Lovrin din județul Timiș-Torontal.